# Croton sucrensis
Croton sucrensis är en törelväxtart som beskrevs av Julian Alfred Steyermark. Croton sucrensis ingår i släktet Croton och familjen törelväxter. Inga underarter finns listade i Catalogue of Life.